# Hotel Paso del Norte
El Hotel Paso del Norte es un hotel histórico situado en El Paso, Texas, Estados Unidos a menos de una milla al norte de la frontera internacional con México. El hotel fue diseñado por Trost y Trost y abrió sus puertas en 1912. El hotel fue remodelado ampliamente en 2004 y pasó a llamarse Camino Real El Paso Hotel. El edificio fue introducido en el Registro Nacional de Lugares Históricos, el 5 de enero de 1979. Camino Real El Paso es miembro de Historic Hotels of America, el programa oficial de la National Trust for Historic Preservation.